# Banalizzazione (filologia)
Il termine banalizzazione, che nel linguaggio comune significa "eccessiva semplificazione", nell'ambito della filologia assume un valore specialistico, indicando un fenomeno consueto nella trasmissione dei testi, in virtù del quale un termine (o una struttura grammaticale) di uso raro o non comune viene sostituito dal copista, erroneamente, con uno più quotidiano e vicino alle conoscenze e all'esperienza correnti.
Tale tipo di errore, che negli studi di filologia è classificato nella tipologia degli "errori di sostituzione", è facilmente rintracciabile nella tradizione manoscritta. Lo scriba, infatti, era normalmente portato a modificare il testo che doveva copiare laddove gli apparisse difficile da comprendere - per sé e per gli altri - o addirittura errato. In realtà, apparentemente in maniera paradossale, più il copista era persona dotta e acculturata (e incline a mostrare le proprie conoscenze), tanto più facilmente tendeva a sostituire parti testuali ritenute oscure, con suoi personali emendamenti, tramandando così un testo corrotto, non aderente all'originale, e da ricostruire attraverso gli strumenti della filologia moderna.
La tendenza dei copisti alla semplificazione del testo ha comportato la creazione della massima latina difficilior lectio potior ("è preferibile la lezione più difficile"), principio che nulla ha di scientifico né di assoluto, ma che ricorda che di fronte a due varianti testuali quella più difficile e inconsueta ha più probabilità di essere quella corretta.
Gianfranco Contini ha definito diffrazione il proliferare di banalizzazioni ed errori nei testi.

## Esempio
Di seguito è indicato un esempio che illustra il processo di banalizzazione e le conseguenze cui esso può portare:
Nelle moderne edizioni critiche delle satire di Giovenale, al verso 148 dell'ottava satira, si legge:
Ipse rotam adstringit sufflamine mulio consul
"Egli stesso, mulattiere e console, stringe con il freno la ruota".
Il termine «mulio», non comune già nella letteratura latina classica e certo non facilmente comprensibile al copista medievale, è stato mutato in alcuni codici nel più "banale" «multo» ("molto"):
Ipse rotam adstringit sufflamine multo consul.
"Egli stesso, console, stringe con gran freno la ruota".
In seguito, però, poiché il verso così creato non poteva essere esatto per ragioni metriche, l'errore di banalizzazione ha generato in altri codici più recenti un successivo errore di trasposizione, con l'inversione dell'ordine delle parole «sufflamine» e «multo»:
Ipse rotam adstringit multo sufflamine consul.